# Телве, Рюди
Рюди Телве (нидерл. Rudi Telwe) — индонезийский футболист, нападающий.

## Биография
В начале 1937 года Телве перешёл в футбольный клуб ХБС из города Сурабая, до этого нападающий выступал за одну из команд Маланга. В конце мая 1938 года Рюди был вызван в сборную Голландской Ост-Индии и отправился с командой в Нидерланды. Он был одним из семнадцати футболистов, которых главный тренер сборной Йоханнес Христоффел ван Мастенбрук выбрал для подготовки к чемпионату мира во Франции. 
В начале июня сборная отправилась на мундиаль, который стал для Голландской Ост-Индии и Индонезии первым в истории. На турнире команда сыграла одну игру в рамках 1/8 финала, в котором она уступила будущему финалисту турнира Венгрии (6:0). Телве не принял участия в этом матче.